# Bandar-e Torkeman
Bandar-e Torkeman, anticamente Bandar Shah, (farsi بندر ترکمن) è il capoluogo dello shahrestān di Torkaman, circoscrizione Centrale, nella provincia del Golestan. È un porto che si affaccia sul mar Caspio, e 3 km ad ovest della città si trova l'isola di Ashuradeh, unica isola iraniana sul mar Caspio. Aveva, nel 2006, una popolazione di 45.045 abitanti. 

## Economia
L'economia si basa principalmente sull'agricoltura, l'artigianato (tappeti), l'allevamento, la pesca e il turismo. Il 50 % del caviale iraniano proviene da quest'area.